# Dicranomyia pectinunguis
Dicranomyia pectinunguis är en tvåvingeart som först beskrevs av Tokunaga 1940.  Dicranomyia pectinunguis ingår i släktet Dicranomyia och familjen småharkrankar. Inga underarter finns listade i Catalogue of Life.